# Jasenak (gmina miejska Obrenovac)
Jasenak (cyr. Јасенак) – wieś w Serbii, w mieście Belgrad, w gminie miejskiej Obrenovac. W 2011 roku liczyła 670 mieszkańców.